# Distretto di Imaza
Il distretto di Imaza è un distretto del Perù nella provincia di Bagua (regione di Amazonas) con 21.409 abitanti al censimento 2007 dei quali 2.798 urbani e 18.611 rurali. Il centro principale è Chiriaco
È stato istituito il 25 maggio 1984.